# Smoszewo (gmina)
Smoszewo – dawna gmina wiejska istniejąca w XIX wieku w guberni płockiej. Siedzibą władz gminy było Smoszewo (obecnie Smorzewo).
Za Królestwa Polskiego gmina Smoszewo należała do powiatu sierpeckiego w guberni płockiej.
Gmina została zniesiona w 1874 roku; odtąd figuruje nowa gmina Lisewo, utworzona z obszarów dotychczasowych gmin Smoszewo i Bożewo.